# Chaetarcturus abyssicolus
Chaetarcturus abyssicolus är en kräftdjursart som först beskrevs av Frank Evers Beddard 1886.  Chaetarcturus abyssicolus ingår i släktet Chaetarcturus och familjen Antarcturidae. Inga underarter finns listade i Catalogue of Life.